# Violetta Live
Violetta Live 2015 International Tour é a turnê de despedida do elenco da telenovela  Disney Channel Violetta. O espetáculo, apresentou uma produção de luz, som e cenário inesquecíveis para os fãs da Violetta, contou com um enérgico corpo de bailarinos, bem como com uma fantástica banda ao vivo. O alinhamento do concerto incluiu as músicas originais da série e a versão espanhola e italiana do sucesso Let It Go, do filme Frozen.

## Antecedentes
Foi anunciada em 27 de agosto de 2014 pelo site italiano Bambini que o elenco de Violetta, faria uma nova turnê mundial e que passaria por Espanha, França, Itália, Bélgica, Portugal e Holanda primeiramente. Depois, o espetáculo passaria pela América Latina e em seguida, voltaria a Europa para uma 2ª parte e também para encerrar a turnê.

## Elenco
Em 20 de Novembro de 2014 a The Walt Disney Company anunciou os membros do elenco que estiveram presentes na turnê mundial. O elenco divulgado foi: Martina Stoessel (Violetta), Jorge Blanco (León), Diego Domínguez (Diego), Mercedes Lambre (Ludmila), Candelaria Molfese (Camila), Facundo Gambandé (Maxi), Samuel Nascimento (Broduey), Ruggero Pasquarelli (Federico)  e Alba Rico (Naty).
Em 17 de abril de 2015, Ruggero Pasquarelli (Federico) anunciou que não irá mais participar da turnê, por causa de novos projetos, foi escalado para a nova novela do Disney Channel, Sou Luna. Assim, deixando oito membros no palco.
O elenco original da série que não vão estar presente na turnê são: Lodovica Comello (Francesca), Xabiani Ponce de León (Marco) e Nicolás Garnier (Andrés).

## Set list
| Espanha - Portugal - Itália - França - Países Baixos - Bélgica - Suíça - Alemanha - Polónia |
| --- |
| Abertura 1. En Gira (Elenco) 2. Tienes El Talento (Elenco) 3. Euforia (Elenco) 4. Habla Si Puedes (Martina Stoessel) 5. Podemos (Martina Stoessel e Jorge Blanco) 6. Are You Ready For The Ride? (Jorge Blanco, Ruggero Pasquarelli, Facundo Gambandé e Samuel Nascimento) 7. Alcancemos Las Estrellas (Martina Stoessel, Mercedes Lambre, Candelaria Molfese e Alba Rico) 8. Voy Por Ti - a cappella (Jorge Blanco) 9. Voy Por Ti (Jorge Blanco) 10. Underneath It All (Martina Stoessel) 11. Luz, Camara, Acción (Ruggero Pasquarelli) 12. Código Amistad (Martina Stoessel e Candelaria Molfese) 13. Entre dos Mundos (Jorge Blanco) 14. Peligrosamente Bellas (Mercedes Lambre e Alba Rico) 15. Veo Veo (Martina Stoessel e Candelaria Molfese) 16. Yo Soy Así (Diego Domínguez) 17. Supercreativa (Martina Stoessel) 18. Te Esperaré (Jorge Blanco) 19. Como Quieres (Martina Stoessel) 20. Ven Con Nosotros (Jorge Blanco, Ruggero Pasquarelli, Facundo Gambandé e Samuel Nascimento) 21. Ser Quien Soy - a cappella (Diego Domínguez) 22. On Beat (Elenco) 23. Juntos Somos Más (Elenco) 24. Soy Mi Mejor Momento - a cappella (Martina Stoessel) 25. Soy Mi Mejor Momento (Martina Stoessel) 26. Ser Mejor (Elenco) 27. Te Creo (Martina Stoessel) 28. En Mi Mundo (Elenco) - Itália Nel Mio Mundo Extra 1. Libre Soy (Martina Stoessel) - Itália All Alba Sorggero |

| Argentina - Uruguai - Paraguai - Equador - Peru - México - Colômbia - Panamá - República Dominicana - Bolívia - Chile |
| --- |
| Abertura 1. En Gira (Elenco) 2. Euforia (Elenco) 3. Habla Si Puedes (Martina Stoessel) 4. Abrázame y Verás (Martina Stoessel e Jorge Blanco) 5. Are You Ready For The Ride? (Jorge Blanco, Facundo Gambandé e Samuel Nascimento) 6. Alcancemos Las Estrellas (Martina Stoessel, Mercedes Lambre, Candelaria Molfese e Alba Rico) 7. Voy Por Ti - a cappella (Jorge Blanco) 8. Voy Por Ti (Jorge Blanco) 9. Underneath It All (Martina Stoessel) 10. Más Que Dos (Martina Stoessel e Mercedes Lambre) 11. Entre dos Mundos (Jorge Blanco) 12. Peligrosamente Bellas (Mercedes Lambre e Alba Rico) 13. Código Amistad (Martina Stoessel e Candelaria Molfese) 14. Yo Soy Así (Diego Domínguez) 15. Supercreativa (Martina Stoessel) 16. Amor En El Aire (Jorge Blanco) 17. Como Quieres (Martina Stoessel) 18. Ven Con Nosotros (Jorge Blanco, Facundo Gambandé e Samuel Nascimento) 19. Ser Quien Soy - a cappella (Diego Domínguez) 20. On Beat (Elenco) 21. Juntos Somos Más (Elenco) 22. Soy Mi Mejor Momento - a cappella (Martina Stoessel) 23. Soy Mi Mejor Momento (Martina Stoessel) 24. Ser Mejor (Elenco) 25. Te Creo (Martina Stoessel) 26. En Mi Mundo (Elenco) Extra 1. Libre Soy (Martina Stoessel) |

| Brasil |
| --- |
| Abertura 1. En Gira (Elenco) 2. Euforia (Elenco) 3. Habla Si Puedes (Martina Stoessel) 4. Abrázame y Verás (Martina Stoessel e Jorge Blanco) 5. Te Fazer Feliz (Samuel Nascimento) 6. Alcancemos Las Estrellas (Martina Stoessel, Mercedes Lambre, Candelaria Molfese e Alba Rico) 7. Voy Por Ti - a cappella (Jorge Blanco) 8. Voy Por Ti (Jorge Blanco) 9. Underneath It All (Martina Stoessel) 10. Más Que Dos (Martina Stoessel e Mercedes Lambre) 11. Entre dos Mundos (Jorge Blanco) 12. Peligrosamente Bellas (Mercedes Lambre e Alba Rico) 13. Código Amistad (Martina Stoessel e Candelaria Molfese) 14. Yo Soy Así (Diego Domínguez) 15. Supercreativa (Martina Stoessel) 16. Amor En El Aire (Jorge Blanco) 17. Como Quieres (Martina Stoessel) 18. Ven Con Nosotros (Jorge Blanco, Facundo Gambandé e Samuel Nascimento) 19. Ser Quien Soy - a cappella (Diego Domínguez) 20. On Beat (Elenco) 21. Juntos Somos Más (Elenco) 22. Soy Mi Mejor Momento - a cappella (Martina Stoessel) 23. Soy Mi Mejor Momento (Martina Stoessel) 24. Ser Mejor (Elenco) 25. Te Creo (Martina Stoessel) 26. En Mi Mundo (Elenco) Extra 27. Libre Soy (Martina Stoessel) |

| Polónia - Hungria - Roménia - Áustria - França - Alemanha - Portugal |
| --- |
| Abertura 1. En Gira (Elenco) 2. Tienes el Talento (Elenco) 3. Euforia (Elenco) 4. Habla Si Puedes (Martina Stoessel) 5. Abrázame y Verás (Martina Stoessel e Jorge Blanco) 6. Are You Ready For The Ride? (Jorge Blanco, Facundo Gambandé e Samuel Nascimento) 7. Alcancemos Las Estrellas (Martina Stoessel, Mercedes Lambre, Candelaria Molfese e Alba Rico) 8. Voy Por Ti - a cappella (Jorge Blanco) 9. Voy Por Ti (Jorge Blanco) 10. Underneath It All (Martina Stoessel) 11. Amor En El Aire (Jorge Blanco) 12. Código Amistad (Martina Stoessel e Candelaria Molfese) 13. Entre dos Mundos (Jorge Blanco) 14. Peligrosamente Bellas (Mercedes Lambre e Alba Rico) 15. Veo Veo - a cappella (Martina Stoessel y Candelaria Molfese) 16. Más Que Dos (Martina Stoessel e Mercedes Lambre) 17. Yo Soy Así (Diego Domínguez) 18. Supercreativa (Martina Stoessel) 19. Ven Con Nosotros (Jorge Blanco, Facundo Gambandé e Samuel Nascimento) 20. Como Quieres (Martina Stoessel) 21. Ser Quien Soy - a cappella (Diego Domínguez) 22. On Beat (Elenco) 23. Juntos Somos Más (Elenco) 24. Soy Mi Mejor Momento - a cappella (Martina Stoessel) 25. Soy Mi Mejor Momento (Martina Stoessel) 26. Ser Mejor (Elenco) 27. En Gira Final (Elenco) 28. Te Creo (Martina Stoessel) 29. En Mi Mundo (Elenco) - Itália Nel Mio Mundo 30. Libre Soy (Martina Stoessel) - Itália All Alba Sorggero 31. Crecimos Juntos (Elenco) |

## Apresentações
| Data                    | Cidade                  | País                 | Lugar                              | Núm. de Apresentações |
| ----------------------- | ----------------------- | -------------------- | ---------------------------------- | --------------------- |
| Europa                  |                         |                      |                                    |                       |
| 3 de Janeiro de 2015    | Madrid                  | Espanha              | Barclaycard Center                 | 2                     |
| 4 de Janeiro de 2015    | Madrid                  | Espanha              | Barclaycard Center                 | 2                     |
| 6 de Janeiro de 2015    | Saragoça                | Espanha              | Pavilhão Príncipe Felipe           | 2                     |
| 10 de Janeiro de 2015   | Barcelona               | Espanha              | Palau Sant Jordi                   | 1                     |
| 11 de Janeiro de 2015   | Barcelona               | Espanha              | Palau Sant Jordi                   | 1                     |
| 14 de Janeiro de 2015   | Málaga                  | Espanha              | Palacio de Deportes Martín Carpena | 1                     |
| 15 de Janeiro de 2015   | Málaga                  | Espanha              | Palacio de Deportes Martín Carpena | 1                     |
| 17 de Janeiro de 2015   | Sevilha                 | Espanha              | Palacio de Deportes San Pablo      | 2                     |
| 18 de Janeiro de 2015   | Sevilha                 | Espanha              | Palacio de Deportes San Pablo      | 1                     |
| 23 de Janeiro de 2015   | Lisboa                  | Portugal             | MEO Arena                          | 2                     |
| 24 de Janeiro de 2015   | Lisboa                  | Portugal             | MEO Arena                          | 2                     |
| 25 de Janeiro de 2015   | Lisboa                  | Portugal             | MEO Arena                          | 2                     |
| 28 de Janeiro de 2015   | Turim                   | Itália               | Pala Alpitour                      | 2                     |
| 30 de Janeiro de 2015   | Milão                   | Itália               | Mediolanum Forum                   | 2                     |
| 31 de Janeiro de 2015   | Milão                   | Itália               | Mediolanum Forum                   | 2                     |
| 1 de Fevereiro de 2015  | Bolonha                 | Itália               | Unipol Arena                       | 2                     |
| 3 de Fevereiro de 2015  | Florença                | Itália               | Nelson Mandela Forum               | 2                     |
| 4 de Fevereiro de 2015  | Florença                | Itália               | Nelson Mandela Forum               | 1                     |
| 6 de Fevereiro de 2015  | Roma                    | Itália               | PalaLottomatica                    | 1                     |
| 7 de Fevereiro de 2015  | Roma                    | Itália               | PalaLottomatica                    | 2                     |
| 8 de Fevereiro de 2015  | Roma                    | Itália               | PalaLottomatica                    | 2                     |
| 11 de Fevereiro de 2015 | Lyon                    | França               | Halle Tony Garnier                 | 2                     |
| 12 de Fevereiro de 2015 | Lyon                    | França               | Halle Tony Garnier                 | 2                     |
| 14 de Fevereiro de 2015 | Toulouse                | França               | Zenith de Toulouse                 | 2                     |
| 15 de Fevereiro de 2015 | Toulouse                | França               | Zenith de Toulouse                 | 2                     |
| 18 de Fevereiro de 2015 | Paris                   | França               | Zenith de Paris                    | 2                     |
| 19 de Fevereiro de 2015 | Paris                   | França               | Zenith de Paris                    | 2                     |
| 20 de Fevereiro de 2015 | Paris                   | França               | Zenith de Paris                    | 2                     |
| 21 de Fevereiro de 2015 | Paris                   | França               | Zenith de Paris                    | 2                     |
| 22 de Fevereiro de 2015 | Paris                   | França               | Zenith de Paris                    | 2                     |
| 24 de Fevereiro de 2015 | Estrasburgo             | França               | Zenith de Strasbourg               | 2                     |
| 25 de Fevereiro de 2015 | Estrasburgo             | França               | Zenith de Strasbourg               | 1                     |
| 27 de Fevereiro de 2015 | Montpellier             | França               | Arena de Montpellier               | 2                     |
| 28 de Fevereiro de 2015 | Montpellier             | França               | Arena de Montpellier               | 1                     |
| 3 de Março de 2015      | Marselha                | França               | Le Dôme                            | 2                     |
| 4 de Março de 2015      | Marselha                | França               | Le Dôme                            | 2                     |
| 7 de Março de 2015      | Douai                   | França               | Gayant Expo                        | 2                     |
| 8 de Março de 2015      | Douai                   | França               | Gayant Expo                        | 2                     |
| 11 de Março de 2015     | Roterdão                | Países Baixos        | Ahoy Rotterdam                     | 2                     |
| 13 de Março de 2015     | Bruxelas                | Bélgica              | Palais 12                          | 2                     |
| 14 de Março de 2015     | Bruxelas                | Bélgica              | Palais 12                          | 2                     |
| 15 de Março de 2015     | Bruxelas                | Bélgica              | Palais 12                          | 2                     |
| 18 de Março de 2015     | Clermont-Ferrand        | França               | Zenith de Clermont-Ferrand         | 2                     |
| 21 de Março de 2015     | Genebra                 | Suíça                | Arena de Genève                    | 2                     |
| 22 de Março de 2015     | Genebra                 | Suíça                | Arena de Genève                    | 1                     |
| 26 de Março de 2015     | Munique                 | Alemanha             | Olympiahalle                       | 2                     |
| 27 de Março de 2015     | Munique                 | Alemanha             | Olympiahalle                       | 2                     |
| 29 de Março de 2015     | Łódź                    | Polónia              | Atlas Arena                        | 2                     |
| América Latina          |                         |                      |                                    |                       |
| 17 de Abril de 2015     | Buenos Aires            | Argentina            | Estadio Coberto de Tecnópolis      | 1                     |
| 18 de Abril de 2015     | Buenos Aires            | Argentina            | Estadio Coberto de Tecnópolis      | 2                     |
| 19 de Abril de 2015     | Buenos Aires            | Argentina            | Estadio Coberto de Tecnópolis      | 2                     |
| 22 de Abril de 2015     | Montevidéu              | Uruguai              | Estádio Gran Parque Central        | 1                     |
| 25 de Abril de 2015     | Bahía Blanca            | Argentina            | Estádio Club Midgistas del Sur     | 1                     |
| 2 de Maio de 2015       | Resistência             | Argentina            | Estádio Centenário                 | 1                     |
| 5 de Maio de 2015       | Assunção                | Paraguai             | Jockey Club                        | 1                     |
| 8 de Maio de 2015       | Córdoba                 | Argentina            | Orfeo Superdomo                    | 2                     |
| 9 de Maio de 2015       | Córdoba                 | Argentina            | Orfeo Superdomo                    | 2                     |
| 12 de Maio de 2015      | Salta                   | Argentina            | Estádio Padre Ernesto Martearena   | 1                     |
| 15 de Maio de 2015      | Quito                   | Equador              | Estádio Olímpico Atahualpa         | 1                     |
| 17 de Maio de 2015      | Guaiaquil               | Equador              | Estádio Modelo Alberto Spencer     | 1                     |
| 20 de Maio de 2015      | Lima                    | Peru                 | Jockey Club del Perú               | 1                     |
| 22 de Maio de 2015      | Cidade do México        | México               | Auditório Nacional                 | 1                     |
| 23 de Maio de 2015      | Cidade do México        | México               | Auditório Nacional                 | 2                     |
| 24 de Maio de 2015      | Cidade do México        | México               | Auditório Nacional                 | 2                     |
| 27 de Maio de 2015      | Guadalajara             | México               | Telmex Auditorium                  | 1                     |
| 28 de Maio de 2015      | Guadalajara             | México               | Telmex Auditorium                  | 1                     |
| 30 de Maio de 2015      | Monterrei               | México               | Auditório Banamex                  | 2                     |
| 3 de Junho de 2015      | Medellín                | Colômbia             | Plaza de Toros La Macarena         | 1                     |
| 6 de Junho de 2015      | Bogotá                  | Colômbia             | Centro de Eventos Autopista Norte  | 2                     |
| 7 de Junho de 2015      | Barranquilla            | Colômbia             | Estádio Romelio Martinez           | 1                     |
| 10 de Junho de 2015     | Cidade do Panamá        | Panamá               | Figali Convention Center           | 1                     |
| 13 de Junho de 2015     | Santo Domingo           | República Dominicana | Estádio Quisqueya                  | 1                     |
| 16 de Junho de 2015     | Santa Cruz de la Sierra | Bolívia              | Estádio Ramón Tahuichi Aguilera    | 1                     |
| 19 de Junho de 2015     | Mendoza                 | Argentina            | Arena Maipú                        | 1                     |
| 20 de Junho de 2015     | Mendoza                 | Argentina            | Arena Maipú                        | 2                     |
| 23 de Junho de 2015     | Tucumán                 | Argentina            | Estádio La Ciudadela               | 1                     |
| 27 de Junho de 2015     | São Paulo               | Brasil               | Citibank Hall                      | 2                     |
| 28 de Junho de 2015     | São Paulo               | Brasil               | Citibank Hall                      | 2                     |
| 30 de Junho de 2015     | Rio de Janeiro          | Brasil               | HSBC Arena                         | 1                     |
| 3 de Julho de 2015      | Santiago                | Chile                | Movistar Arena                     | 2                     |
| 4 de Julho de 2015      | Santiago                | Chile                | Movistar Arena                     | 2                     |
| 5 de Julho de 2015      | Santiago                | Chile                | Movistar Arena                     | 2                     |
| Europa                  |                         |                      |                                    |                       |
| 22 de Agosto de 2015    | Varsóvia                | Polónia              | Estádio Nacional de Varsóvia       | 2                     |
| 25 de Agosto de 2015    | Cracóvia                | Polónia              | Tauron Arena Kraków                | 1                     |
| 26 de Agosto de 2015    | Cracóvia                | Polónia              | Tauron Arena Kraków                | 1                     |
| 29 de Agosto de 2015    | Budapeste               | Hungria              | Papp László Budapest Sportaréna    | 2                     |
| 30 de Agosto de 2015    | Budapeste               | Hungria              | Papp László Budapest Sportaréna    | 2                     |
| 2 de Setembro de 2015   | Bucareste               | Roménia              | Piata Constitutiei                 | 1                     |
| 5 de Setembro de 2015   | Viena                   | Áustria              | Wiener Stadthalle                  | 2                     |
| 6 de Setembro de 2015   | Viena                   | Áustria              | Wiener Stadthalle                  | 2                     |
| 11 de Setembro de 2015  | Milão                   | Itália               | Mediolanum Forum                   | 2                     |
| 13 de Setembro de 2015  | Roma                    | Itália               | PalaLottomatica                    | 2                     |
| 15 de Setembro de 2015  | Nice                    | França               | Palais Nikaia                      | 2                     |
| 16 de Setembro de 2015  | Nice                    | França               | Palais Nikaia                      | 2                     |
| 19 de setembro de 2015  | Nantes                  | França               | Zenith de Nantes                   | 1                     |
| 20 de setembro de 2015  | Nantes                  | França               | Zenith de Nantes                   | 1                     |
| 22 de setembro de 2015  | Bordéus                 | França               | Patinoire Mériadeck                | 1                     |
| 23 de setembro de 2015  | Bordéus                 | França               | Patinoire Mériadeck                | 1                     |
| 25 de setembro de 2015  | Berlim                  | Alemanha             | Mercedes-Benz Arena                | 2                     |
| 10 de outubro de 2015   | Paris                   | França               | Zénith de Paris                    | 1                     |
| 11 de outubro de 2015   | Paris                   | França               | Zénith de Paris                    | 1                     |
| 17 de outubro de 2015   | Lisboa                  | Portugal             | Altice Arena                       | 2                     |
| 18 de Outubro de 2015   | Porto                   | Portugal             | Super Bock Arena                   | 1                     |
| 20 de Outubro de 2015   | Colônia                 | Alemanha             | Lanxess Arena                      | 1                     |
| 23 de Outubro de 2015   | Hamburgo                | Alemanha             | Barclaycard Arena                  | 1                     |
| 24 de outubro de 2015   | Hamburgo                | Alemanha             | Barclaycard Arena                  | 1                     |
| 27 de Outubro de 2015   | Frankfurt am Main       | Alemanha             | Festhalle                          | 1                     |
| 28 de outubro de 2015   | Frankfurt am Main       | Alemanha             | Festhalle                          | 1                     |
| 30 de outubro de 2015   | Barcelona               | Espanha              | Palau Sant Jordi                   | 1                     |
| 1 de novembro de 2015   | Madrid                  | Espanha              | Barclaycard Center                 | 2                     |